# Lichtensteig
Lichtensteig (toponimo tedesco) è un comune svizzero di 2 079 abitanti del Canton San Gallo, nel distretto del Toggenburgo; ha il titolo di città.

## Geografia fisica

Il Wasserfluh Pass e le rovine della fortezza di Neu-Toggenburg

Lichtensteig è situata su uno sperone roccioso della sponda destra della Thur, ai piedi del Wasserfluh Pass.

## Storia
Nel 1874 ha inglobato le frazioni di Blatten, Hof e Loretto, fino ad allora parte del comune di Oberhelfenschwil.

## Monumenti e luoghi d'interesse
- Chiesa parrocchiale riformata, eretta nel 1967[3];
- Chiesa parrocchiale cattolica di San Gallo, eretta nel 1970[3];
- Città vecchia con case patrizie costruite nel XVI-XVIII secolo, monumento di importanza nazionale[3];
- Palazzo comunale (Rathaus), costruito nel XV secolo[3].

## Società

### Evoluzione demografica
L'evoluzione demografica è riportata nella seguente tabella:
Abitanti censiti

### Qualità della vita

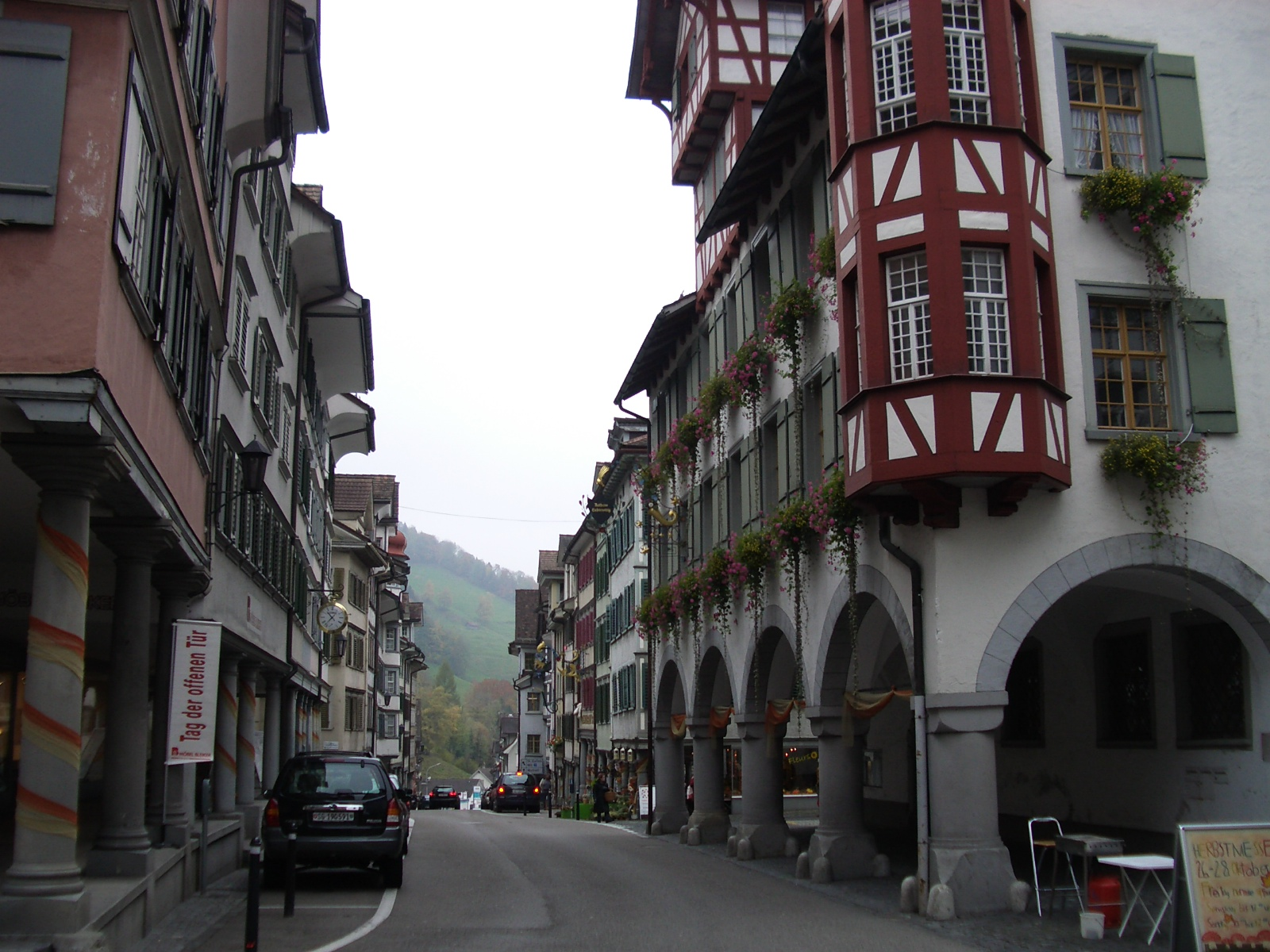
Una via della città vecchia con case patrizie

Dal 2016 il borgo, grazie alla sua particolare bellezza architettonica, la sua storia e la posizione privilegiata in cui si trova è entrato a far parte dell'associazione "I borghi più belli della Svizzera". Nel 2022 il comune ha vinto l'"Europäischer Dorferneuerungspreis", riconoscimento attribuito ogni due anni, e nel 2023 il "Premio Wakker" del patrimonio svizzero.

## Cultura

### Eventi
A Lichtensteig si svolge il Jazztage, festival musicale di jazz e blues.

## Infrastrutture e trasporti

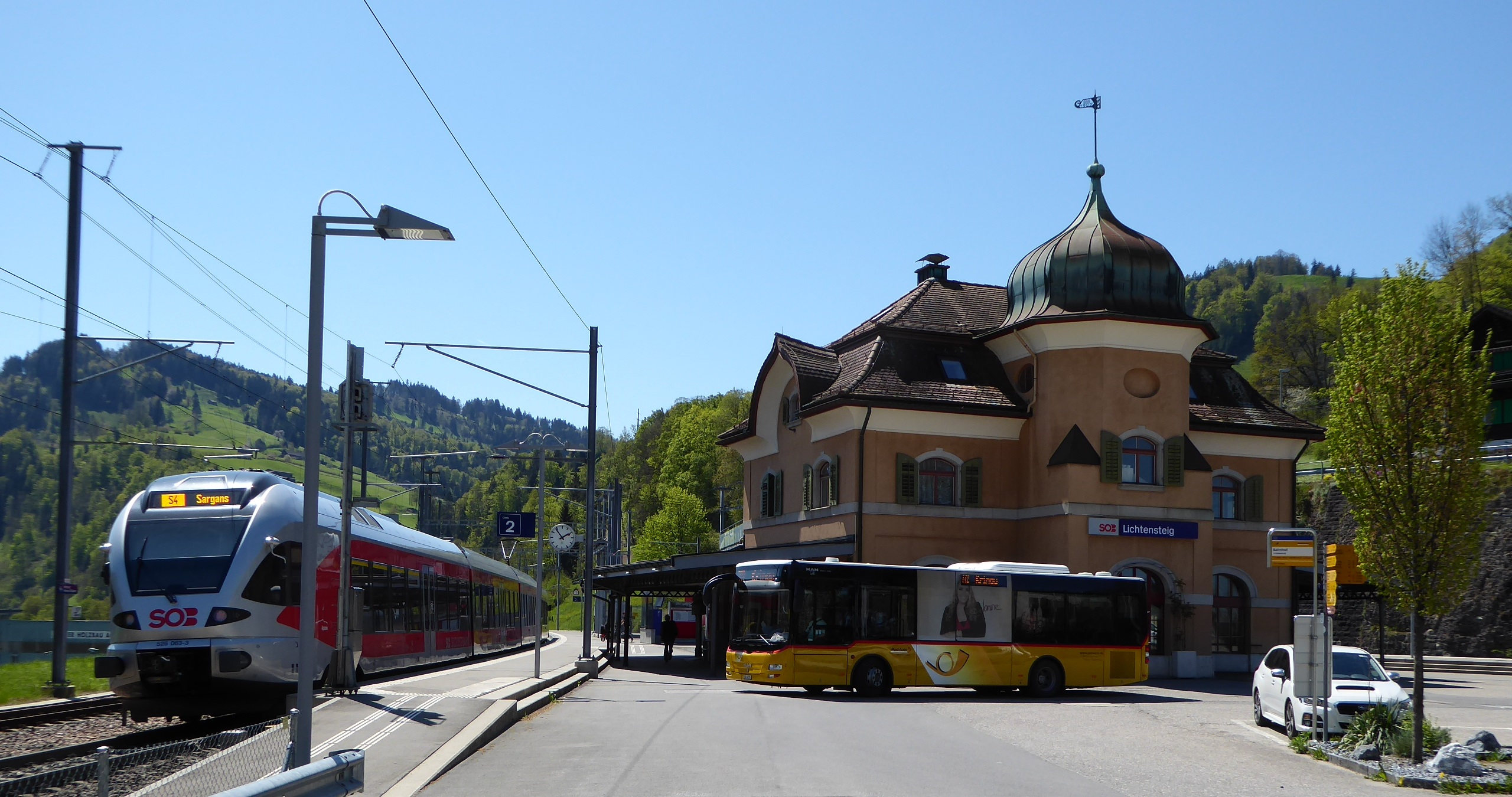
La stazione di Lichtensteig

Lichtensteig è attraversata dalla strada principale 8 ed è servita dall'omonima stazione (che sorge sul territorio del limitrofo comune di Wattwil) sulla ferrovia Wil-Ebnat-Kappel (linea S8 della rete celere di San Gallo).